# Histiotus mochica
Histiotus mochica és una espècie de ratpenat de la família dels vespertiliònids. És endèmic del Perú. Es diferencia d'altres espècies del gènere Histiotus pel seu pelatge dorsal monocolor, els lòbuls medials de les orelles de més de 9,5 mm d'amplada i una banda de pell ben desenvolupada que fa de pont entre les dues orelles. Les dades obtingudes mitjançant la seqüenciació del citocrom b en fan el tàxon germà de H. humboldti, una espècie que viu a Colòmbia i l'Equador.
Tot i que no fou descrit científicament fins al 2021, els indicis arqueològics demostren que la cultura mochica, una civilització precolombina que ocupà la costa nord del Perú durant el mil·lenni I, ja el coneixia. Així doncs, fou anomenat en honor dels mochiques.